# Bufet Ilkovicsa

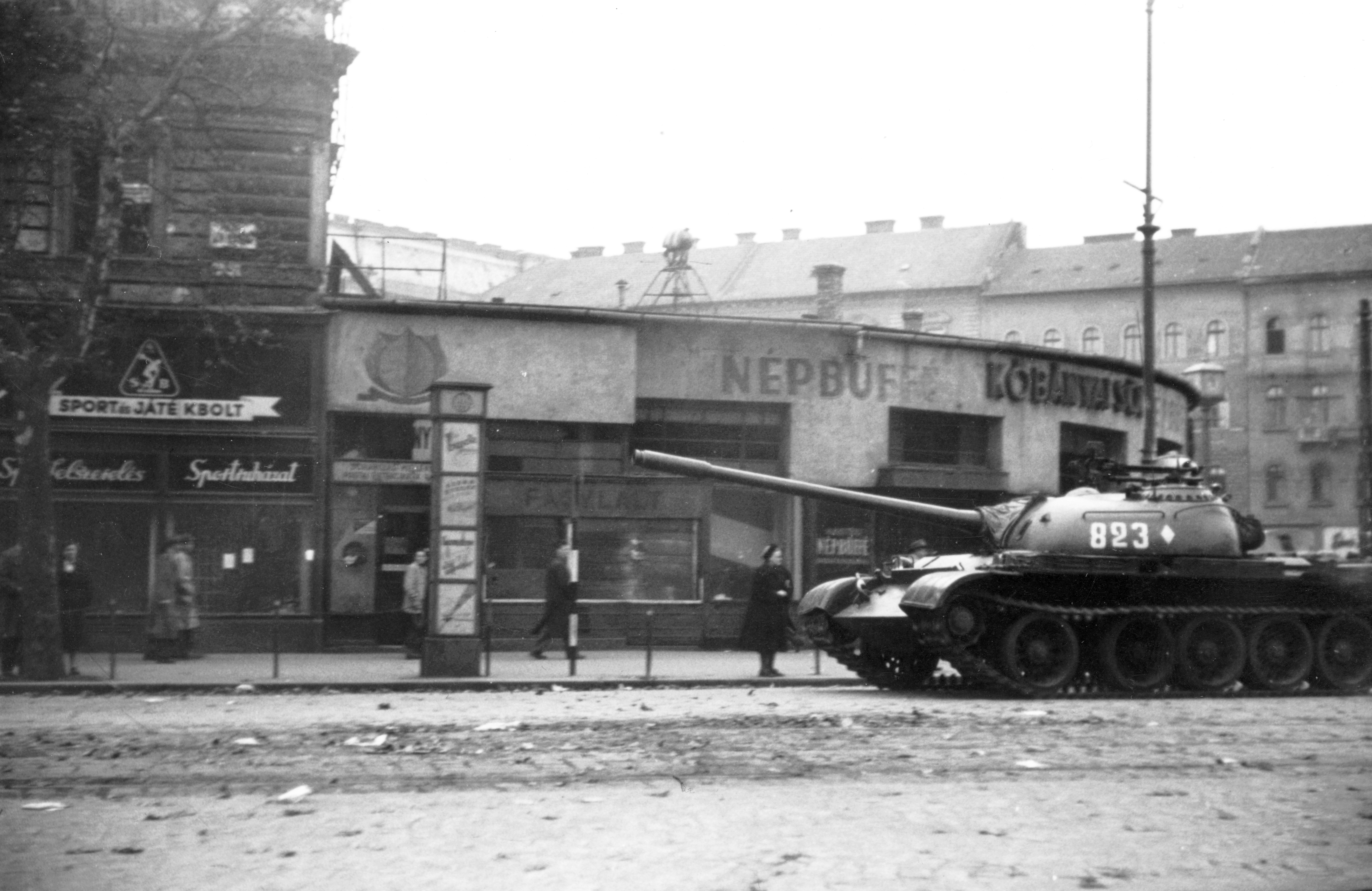
Widok podczas rewolucji węgierskiej w 1956

Bufet Ilkovicsa (węg. Ilkovics büfé) – nieistniejący bufet zlokalizowany w Budapeszcie przy Teréz körút 62, w pobliżu dworca Nyugati.
Nazwa upamiętniała pierwszego właściciela lokalu – Żyda Izydora Ilkovicsa, urodzonego w 1889 w Újcsanálos w komitacie Komitat Borsod-Abaúj-Zemplén. Prowadził on bufet od 1925 do 1937, a po II wojnie światowej ponownie próbował uruchomić swoje przedsiębiorstwo, lecz bez powodzenia. Wyemigrował do Izraela i zmarł w Tel Awiwie w 1949. Obiekt działał dalej, jako państwowy, pod nazwą „Népbüfé”.
Bufet był jednym z ulubionych miejsc spotkań opozycjonistów węgierskich, a podczas rewolucji węgierskiej w 1956 odegrał ważną rolę, jako punkt spotkań sił walczących z komunistami. To właśnie gości tego lokalu propaganda komunistyczna nazwała później „knajpianą szumowiną” i w dużej części obwiniała o wystąpienia antyrządowe.